# Histoire de la Gendarmerie nationale (France)
Pour un article plus général, voir Gendarmerie nationale (France).

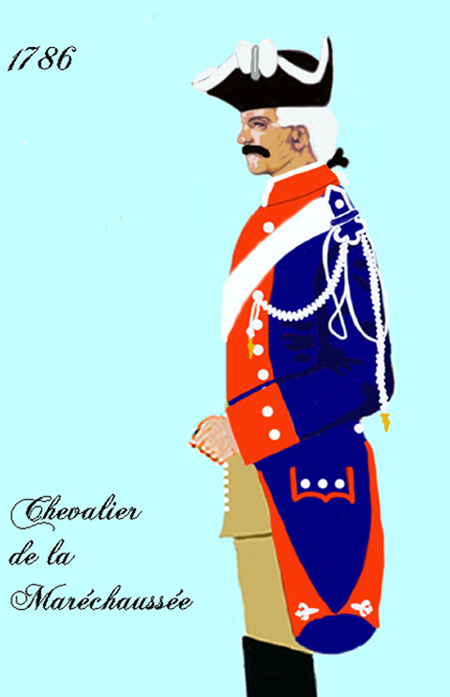
« Chevalier » (en fait cavalier) de la Maréchaussée en 1786.

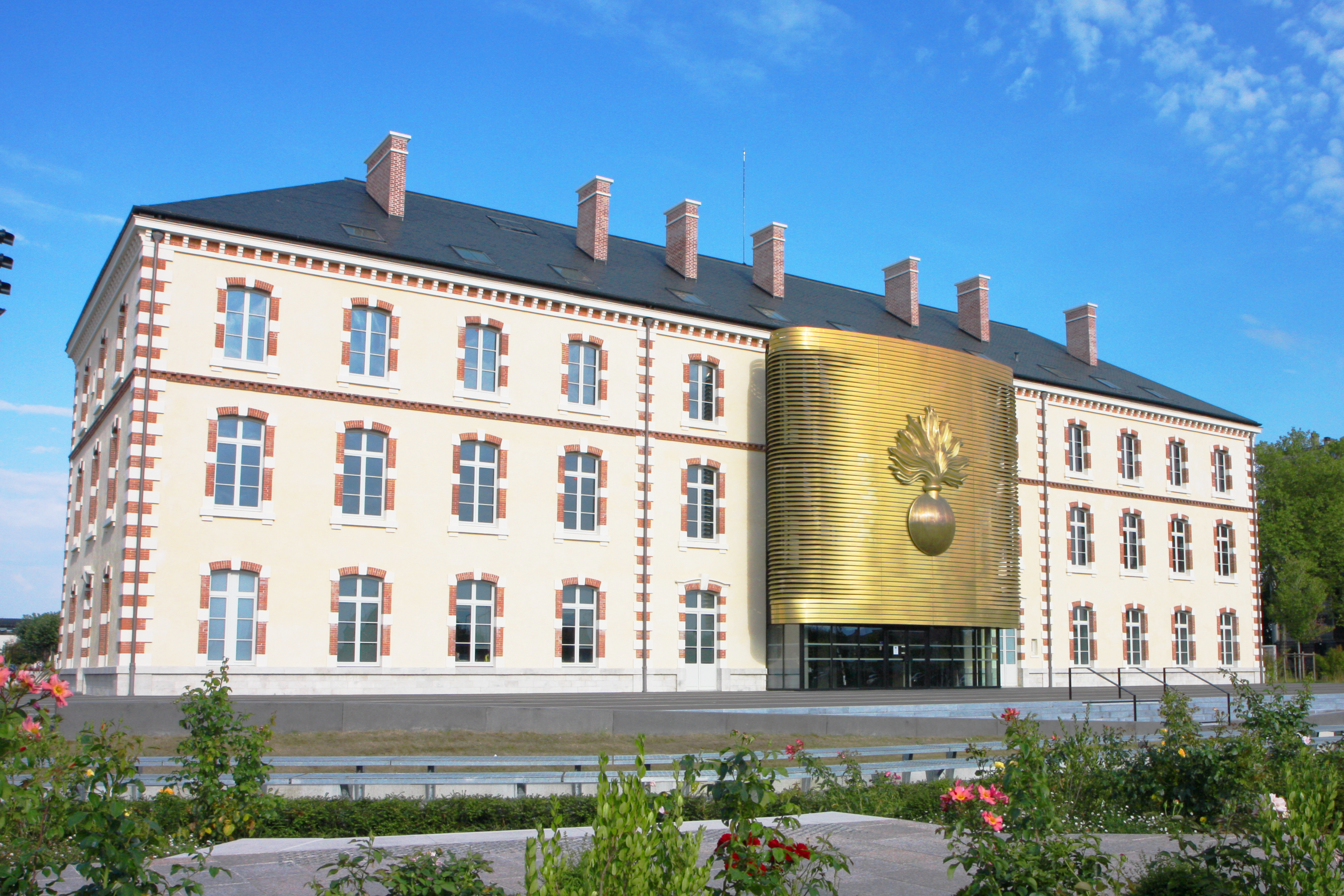
Musée de la Gendarmerie nationale à Melun.

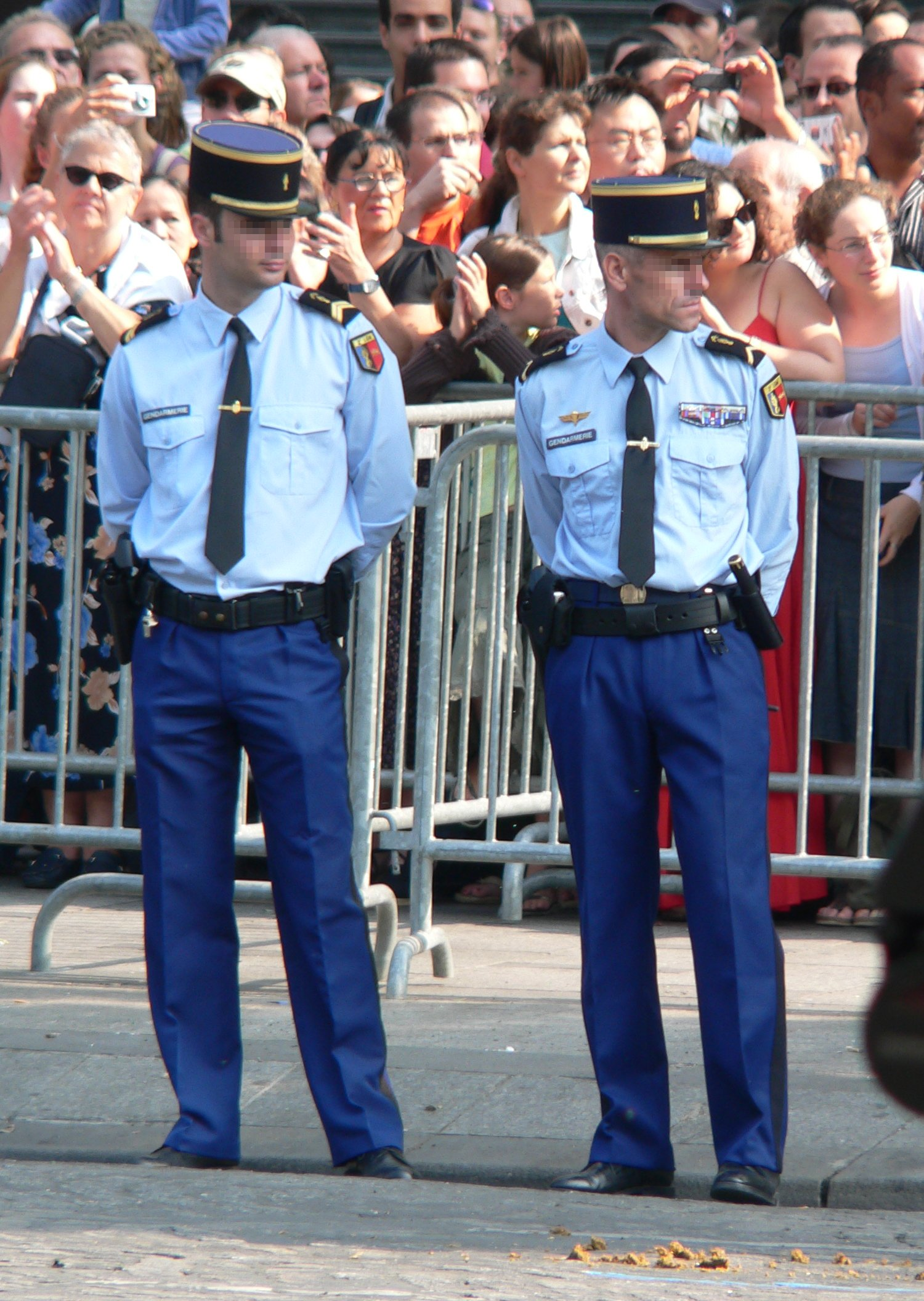
Gendarmes en uniforme (2006).

La Gendarmerie nationale est une des plus anciennes institutions françaises. Elle est l'héritière de la Maréchaussée, corps de militaires chargé de la police et de la justice aux armées depuis le Moyen Âge, qui est progressivement devenu une force de police compétente pour l'ensemble de la population sur la quasi-totalité du territoire français. Elle conserve des attributions de justice extraordinaire (dite « prévôtale ») jusqu'à la Révolution.
En 1720, la Maréchaussée est symboliquement placée sous l'autorité administrative de la Gendarmerie de France, corps de cavalerie lourde assimilé à la maison militaire du roi qui est dissous le 1er avril 1788. En 1791, elle prend le nom de Gendarmerie nationale.
Force armée instituée pour veiller à l'exécution des lois, chargée principalement de la sécurité dans les zones rurales et périurbaines, elle est déployée sur tous les territoires de métropole et d'outre mer. Au XXIe siècle, sa zone de responsabilité couvre 95 % du territoire national et 55 % de la population française. La Gendarmerie nationale est également engagée aux côtés des armées françaises depuis les guerres de la Révolution.
Fortement implantée dans les territoires grâce à un maillage étroit, réalisé à partir de brigades identiques, elle se transforme à partir du XXe siècle en se dotant d'unités spécialisées dans de nombreux domaines : maintien de l'ordre, police judiciaire, police scientifique, protection des mineurs, lutte contre les formes modernes de criminalité, sécurité-protection, intervention, aviation, police de la route et secours en montagne ou en mer, tout en restant solidement implantée dans les territoires ruraux et périurbains. Elle se féminise à partir de 1972.
Depuis 2009, la Gendarmerie nationale est rattachée pour emploi au ministère de l'Intérieur aux côtés de la Police nationale, laquelle est chargée de la sécurité des zones urbaines. Elle passe sous l'autorité budgétaire et opérationnelle de ce ministère tout en conservant son statut militaire. La Gendarmerie, qui fait partie des Forces armées, reste toutefois partiellement sous tutelle du ministère des Armées, notamment en ce qui concerne la formation initiale, la gestion des ressources humaines, la discipline, les gendarmeries spécialisées, le département Gendarmerie du service historique de la Défense et la gestion des opérations extérieures.
Le musée de la Gendarmerie nationale, qui présente l'histoire de l'institution depuis l'époque de la Maréchaussée jusqu'à nos jours, est situé à Melun (Seine-et-Marne).

## Maréchaussée et Gendarmerie
Si la Gendarmerie est l'héritière directe de la Maréchaussée, elle s'en distingue par une notion fondamentale : alors que la Maréchaussée, institution de l'Ancien Régime, est à la fois une juridiction extraordinaire et son propre corps d'exécution, la Gendarmerie, issue de la Révolution et de l'application du principe de la séparation des pouvoirs, abandonne tout rôle judiciaire pour se consacrer aux missions de Police et de Défense.

## La Maréchaussée

### Fin du Moyen Âge
Au Moyen Âge et dans une moindre mesure, jusqu'à la fin de l'Ancien Régime, les fonctions de Police et de Justice sont étroitement liées. Les rois, les seigneurs et les hauts dignitaires rendent la justice. Ainsi, la justice aux armées fait partie des attributions du connétable, qui a succédé au sénéchal en 1191 comme chef des armées, et des maréchaux qui sont ses lieutenants. Connétable et maréchaux délèguent leurs pouvoirs à leurs prévôts (du latin praepositus, « préposé »), d’où le nom de prévôté.
Leurs juridictions, d'abord ambulatoires, fusionneront sous François Ier et s'établiront à Paris sous le nom de tribunal de la Connétablie et Maréchaussée de France, avec son siège à la table de marbre du Palais de justice de Paris. Les prévôts nommés par le connétable et les maréchaux rendent également la justice aux armées dans des tribunaux prévôtaux. Les corps d'exécution de ces différentes juridictions sont la compagnie de la Connétablie et les compagnies de la Maréchaussée, qui sont composées d'« archers » (ils étaient appelés « sergents » avant 1501).
Initialement chargée de réprimer les méfaits commis par les soldats et les déserteurs, mais également par les mercenaires qui, pendant et après la guerre de Cent Ans, forment des bandes de pillards (les Grandes compagnies), la Maréchaussée va progressivement se sédentariser. Ainsi, elle ne se contente plus de suivre les armées en campagne mais, après l'apparition des compagnies d'ordonnance, qui ont été créées par l' ordonnance du 26 mai 1445, sous Charles VII (roi de France) et sous l'autorité d'Arthur III de Bretagne, connétable de Richemont, compagnies qui sont la première forme d'armée permanente soldée, elle commence à s'implanter durablement sur le territoire sous Louis XII.

### SousFrançoisIer
Par une décision royale de François Ier en 1536, les missions de la Maréchaussée sont étendues à la police des personnes ne relevant pas des juridictions locales ordinaires : vagabonds, étrangers non domiciliés, vols avec armes, vols sur les grands chemins.
À partir de cette époque, la Maréchaussée est chargée de constater et de poursuivre les cas prévôtaux (c'est-à-dire relevant de la justice prévôtale), mais elle intervient en fait dans de nombreuses affaires relevant des tribunaux ordinaires. Les prévôts ont désormais une résidence fixe.

### SousLouisXIII
Après la suppression de la connétablie en 1626, la Connétablie et Maréchaussée est placée sous les ordres des maréchaux de France.

### SousLouisXIV
Selon l'ordonnance criminelle dite de 1670, une partie des crimes, qualifiés de « cas royaux », sont recherchés par la Maréchaussée mais jugés par une chambre criminelle du Parlement, tandis que les autres, qualifiés de « cas prévôtaux », sont jugés en première et dernière instance par les cours prévôtales provinciales des maréchaux.

### Organisation territoriale auXVIIIesiècle
Cependant, la Maréchaussée souffre de nombreuses imperfections (implantation irrégulière, manque de contrôle, faiblesse des effectifs) aggravées par la vénalité des charges et la faiblesse des gages qui justifient une série de réformes, conduites entre 1720 et 1778.
Ainsi, une série d'édits, d'ordonnances et de règlements — 1720, 1731, 1768, 1769, 1778 — vise à la rendre plus efficace et plus présente dans les campagnes, à une époque où le vagabondage fait l'objet d'une répression accrue, tout en renforçant son caractère militaire.
L'édit de mars 1720 réorganise profondément la Maréchaussée et accentue son caractère territorial. Il crée dans chacun des trente-six gouvernements ou provinces un tribunal prévôtal et une compagnie de maréchaussée. À la tête de ceux-ci, le Secrétaire d'État de la Guerre place un prévôt général, résidant au chef-lieu de la province, et qui peut être mis à la disposition de l'intendant. Les prévôtés sont divisées en lieutenances — un lieutenant étant établi dans chaque ville dotée d'un présidial —, elles-mêmes divisées en brigades — de quatre à cinq hommes — réparties le long des grandes routes. Chaque brigade doit surveiller une dizaine de kilomètres de route de part et d'autre de son siège. L'« arrondissement » ou « district » d'une brigade comprend également plusieurs dizaines de paroisses rurales plus ou moins éloignées. À partir de 1760, les « archers » des prévôts sont appelés « cavaliers ».
L'ordonnance du 25 février 1768 crée 200 brigades supplémentaires et réorganise leur implantation, afin de parvenir à un maillage du territoire plus fin et plus rationnel. Cependant, en 1779, la Maréchaussée ne compte pas plus de 3 300 hommes répartis en 34 compagnies — soit une par généralité, Corse comprise, plus une pour Paris et l'Île-de-France, et une autre assurant la sécurité du roi dans ses déplacements — et 800 brigades pour l'ensemble du Royaume.

### Le service de la Maréchaussée à la fin de l'Ancien Régime
Les hommes de la Maréchaussée sont obligatoirement d'anciens militaires. L'ordonnance de 1778 les oblige à souscrire un engagement d’une durée de seize ans. Par ailleurs, ce texte assimile la hiérarchie de la Maréchaussée à celle de la cavalerie, qui se substitue à celle héritée du Moyen Âge : le maréchal des logis remplace l'exempt, et le cavalier l'archer. Une brigade, commandée par un maréchal des logis ou un brigadier, compte quatre hommes, le chef de brigade compris. Chaque brigade doit avoir des contacts hebdomadaires avec ses voisines en un lieu ou un autre, et des tournées de deux cavaliers doivent être effectuées chaque jour. La maréchaussée doit surveiller tout particulièrement les rassemblements : foires et marchés, fêtes locales, etc.

### Prévôts des maréchaux célèbres
- Le Gallois de Fougières, prévôt des maréchaux, tué à la bataille d'Azincourt en 1415. Il est aujourd’hui honoré par la Gendarmerie nationale, comme étant le premier gendarme mort au combat.
- Tristan Lhermitte, seigneur du Moulin et du Bouchet, grand prévôt des maréchaux du roi Louis XI.

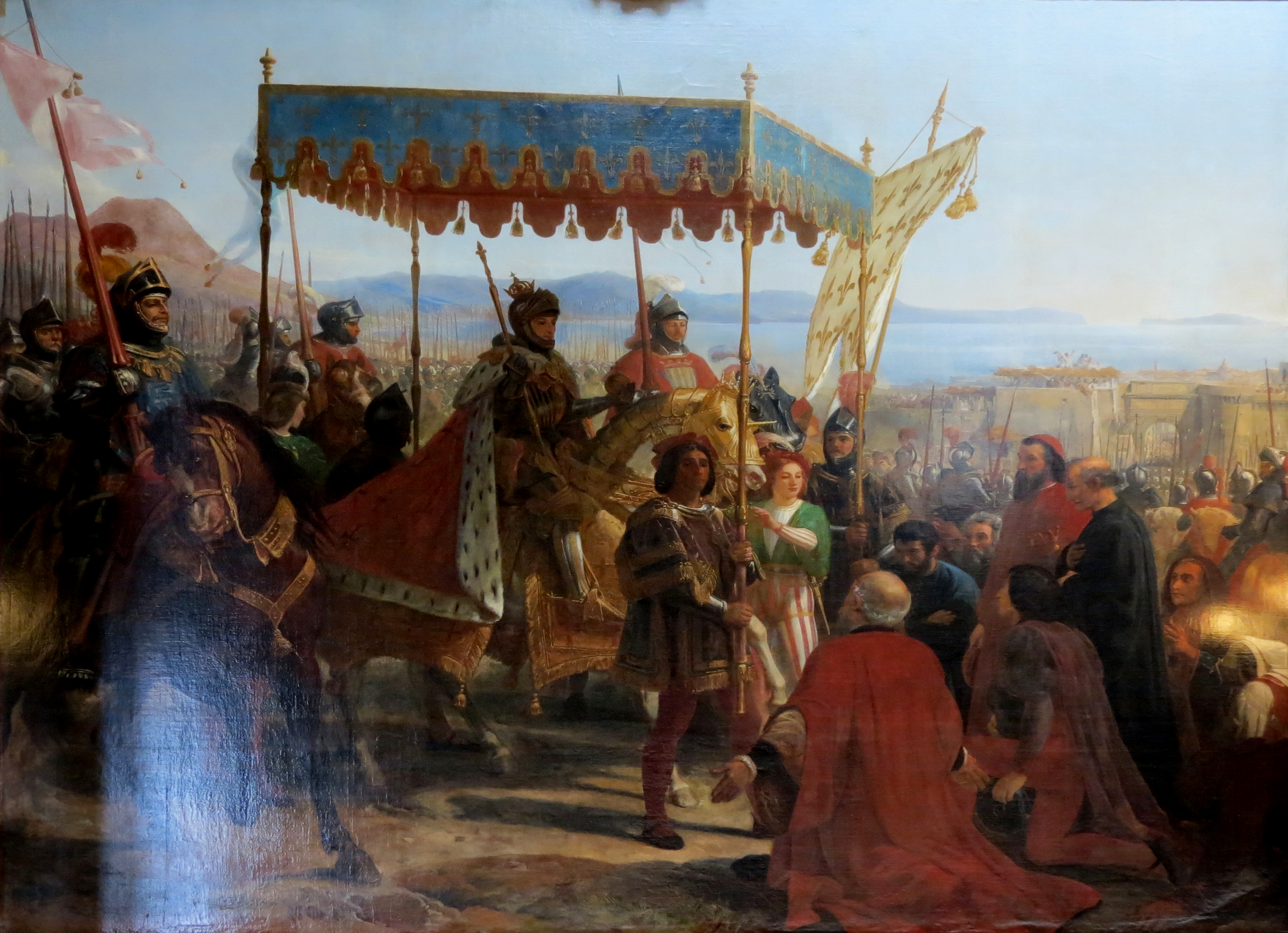
L'entrée de Charles VIII à Naples, 12 mai 1495

- Jean Dax, seigneur d'Axat, de Leuc, de  La Serpent, de Trèbes et autres places, conseiller, grand chambellan du roi Charles VIII et grand prévôt des maréchaux de France dans le royaume de Sicile, tué au siège de Gaëte en l'armée du roi Charles VIII lors de la première guerre d'Italie, en mai 1495[14],[15], quelques jours avant l'entrée solennelle du roi Charles VIII à Naples, 12 mai 1495.

- Louis de Chandieu, grand prévôt des maréchaux de France du roi François Ier.
- Nicolas Rapin, grand prévôt des maréchaux et poète, mort en 1609.
- Jean de Lannion, lieutenant du prévôt des maréchaux de Bretagne, sauva la ville de Lannion de l'attaque de brigands en 1634.

## La Gendarmerie nationale
Au début de la Révolution française, par la loi du 16 février 1791 de l'assemblée constituante, la Maréchaussée prend le nom de « Gendarmerie nationale ».

### La Révolution et l'Empire
La loi du 16 février 1791 marque la véritable naissance de la Gendarmerie telle qu'elle fonctionne actuellement. La loi du 28 germinal an VI (17 avril 1798) précise que « le corps de la Gendarmerie nationale est une force instituée pour assurer dans l'intérieur de la République le maintien de l'ordre et l'exécution des lois ». L’Armée est organisée en 25 divisions, 50 escadrons, 100 compagnies et 2 000 brigades. Les missions de la Gendarmerie sont de deux ordres :
- les missions de police administrative, destinées à prévenir les troubles (surveillance générale, lutte contre le vagabondage, missions d'assistance, escorte des convois, maintien de l'ordre lors des marchés, foires, fêtes et rassemblements divers) ;
- les missions de police judiciaire, destinées à réprimer les faits n'ayant pu être empêchés (constatation des crimes et délits, établissement de procès-verbaux, réception des plaintes et des témoignages, arrestation des criminels).

La participation de la 32e division de gendarmerie à cheval à la bataille de Hondschoote le 8 septembre 1793 consacre la qualité de soldats de ses membres qui inscrivent cette première victoire au drapeau de la Gendarmerie.
Le Consulat et l'Empire voient la Gendarmerie se renforcer de façon significative. Celle-ci est, pour la première fois, placée sous l'autorité d'une inspection générale de la Gendarmerie, indépendante du ministère de la Guerre et dirigée par un premier inspecteur général en la personne du maréchal Bon Adrien Jeannot de Moncey, nommé en 1801. Ses effectifs sont augmentés. Son rôle est essentiel dans la lutte contre le brigandage et l'insoumission. Elle participe à de nombreuses batailles, notamment dans le cadre de la guerre d'Espagne. Ses actions d'éclat ont fait l'objet d'inscriptions sur ses emblèmes.

### LeXIXesiècle

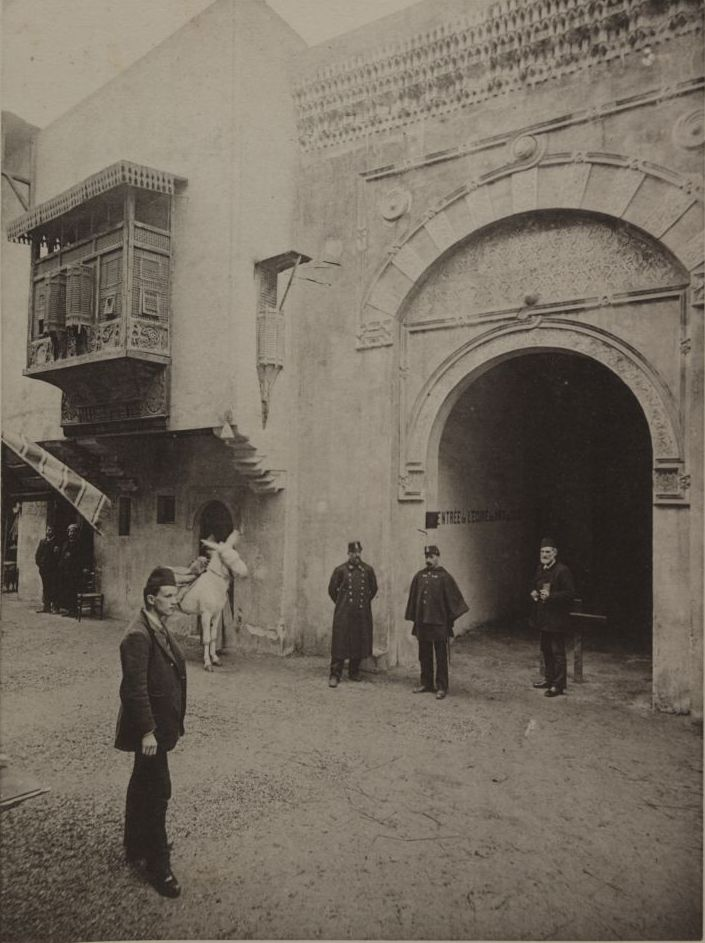
Gendarmes lors de l'Exposition universelle de Paris de 1889.

Durant tout le Premier Empire, la Gendarmerie, en manque d'effectifs et mal formée, impose difficilement son autorité. Elle est notamment chargée de s'opposer à des coutumes (droit d'usage dans les forêts, droits de chasse réduits, restriction des charivaris), de mettre en œuvre la conscription, ce qui la rend particulièrement impopulaire en milieu rural et entraîne une « gendarmophobie des campagnes » : 3 725 rébellions, qui se concentrent dans le Midi, l'Ouest, le Nord et l'Alsace, sont recensées entre 1800 et 1859.
Épurée sous la Restauration, la Gendarmerie est réorganisée par l'ordonnance du 29 octobre 1820, en 24 légions divisées en compagnies. La monarchie de Juillet lui confie de nombreuses missions politiques (comme l'arrestation de la duchesse de Berry en 1832) et s'attache à la revaloriser. La Gendarmerie se heurte néanmoins à deux critiques venant de camps distincts : les critiques libérales, qui dénoncent les abus de pouvoir, et les critiques venant des campagnes, qui défendent les traditions menacées (celles, par exemple, attaquées par le nouveau Code forestier de 1827, qui conduit, en Ariège, à la guerre des Demoiselles, de 1829 à 1832).
À partir de 1835, ses effectifs augmentent ainsi que sa réputation. La gendarmerie d'Afrique, créée l'année précédente, accompagne la conquête de l'Algérie. La loi de 1850 fixe ensuite l'objectif d'une brigade par canton, entérinant une dynamique enclenchée depuis une décennie. Ainsi, en 1851, on compte 16 500 gendarmes — dont 11 800 à cheval — répartis dans plus de 3 000 brigades [réf. nécessaire].

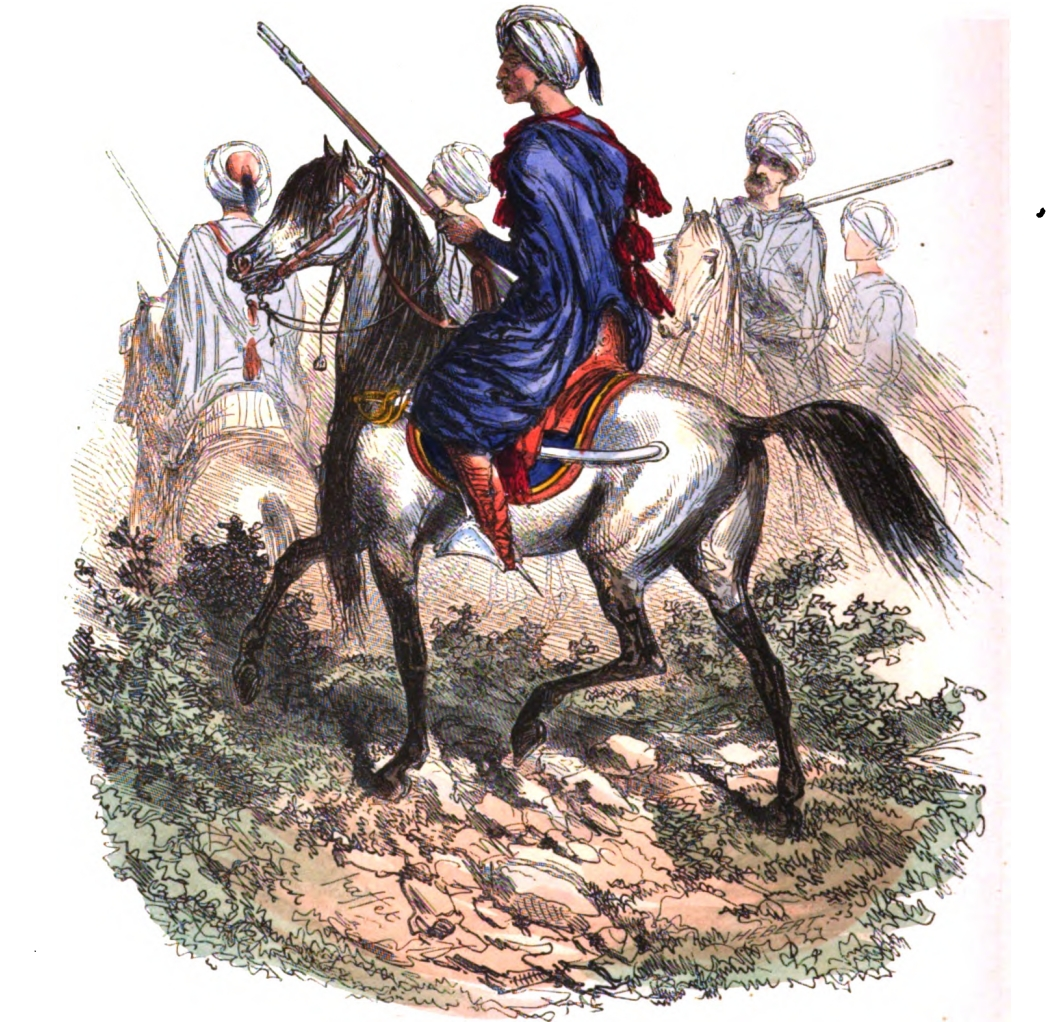
Gendarmes maures

Dans Paris, le maintien de l'ordre était notamment assuré par la garde municipale de Paris à partir de 1802, puis la gendarmerie impériale de Paris, instituée en 1813 puis devenue gendarmerie royale de Paris. Son héritière, la garde municipale de Paris, fut transformée en Garde républicaine en 1849.
La Gendarmerie contribue à la réussite du coup d'État du 2 décembre 1851. Elle est ensuite réorganisée, par le décret du 1er mars 1854. À la fin du Second Empire, elle est constituée par la gendarmerie départementale — soit 19 400 hommes répartis en 3 600 brigades et 25 légions [réf. nécessaire] —, la légion d'Afrique, la gendarmerie coloniale, l'escadron de gendarmerie d'élite, la garde de Paris et la compagnie des gendarmes vétérans. Au total, la Gendarmerie impériale compte 24 000 hommes [réf. nécessaire]. En outre, des unités prévôtales sont constituées pour exercer la police militaire au sein des armées, et des gendarmes participent à de nombreux combats, notamment pendant la guerre de Crimée. La présence de la Gendarmerie est renforcée dans les colonies, par exemple en Indochine.
Les débuts de la Troisième République sont surtout marqués par la question du maintien de l'ordre, la Gendarmerie étant fortement mobilisée lors des grèves et des inventaires des biens du clergé. Elle est de nouveau réorganisée par le décret du 20 mai 1903.

### LeXXesiècle
Lors de la Première Guerre mondiale, les gendarmes ne sont pas constitués en formations combattantes. La gendarmerie prévôtale a en revanche un rôle essentiel dans le maintien de l'ordre au sein des armées et la poursuite des déserteurs. Sur 25 000 gendarmes, la plupart se rendront cependant sur le front au cours de la guerre et environ 1000 d'entre d'eux trouveront la mort. Ils sont en effet près de 19 000 à avoir assuré des missions de prévôté, pour des pertes s'élevant à plus de 700 tués. De nombreux gendarmes se sont par ailleurs porté volontaires pour des détachements dans les unités combattantes au cours de la guerre mais seule une minorité d'entre eux recevront l'autorisation de la hiérarchie. Ils seront en tout 850 entre 1914 et 1918, principalement dans l'infanterie. Parmi eux, 270 sont tués à l'ennemi, soit plus de 30 % des effectifs. Enfin, dans les territoires envahis par les troupes allemandes en 1914, plusieurs brigades engagent le combat malgré de faibles moyens.
L'entre-deux-guerres représente une période essentielle dans l'histoire de l'institution : création d'une École des officiers de la Gendarmerie nationale (1918) et d'une direction de la Gendarmerie (1920), naissance des pelotons mobiles de gendarmerie spécifiquement destinés aux opérations de maintien de l'ordre (devenus la garde républicaine mobile en 1926, rebaptisée gendarmerie mobile en 1954).
Il s'agit également d'une période au cours de laquelle l'institution s'adapte à l'avènement de l'automobile, la gendarmerie obtient ses premiers véhicules motorisés au lendemain de la Grande guerre, mais elle ne disposait en 1927, dans toute la France que de 427 automobiles et motocyclettes. Si elle profite de cette innovation technologique, la gendarmerie doit aussi l'encadrer, les contrôles de vitesse se développent ainsi ; ne disposant pas d'appareils fiables pour mesurer les vitesses des véhicules, les gendarmes devaient se contenter de chronométrer le temps de trajet des véhicules entre deux bornes, afin de calculer leur vitesse.

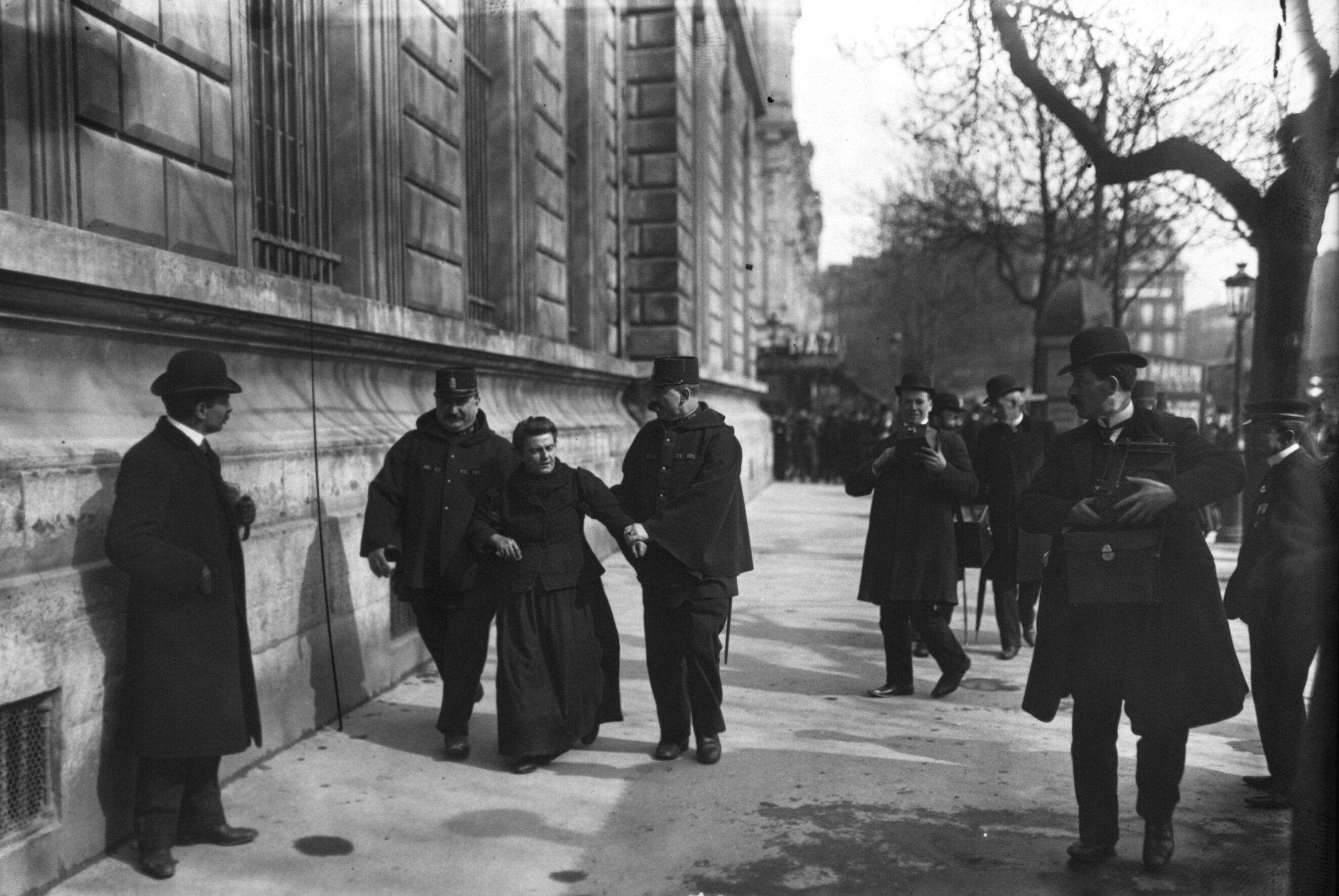
Arrestation d'une femme le 1er mai 1907 par des gendarmes.
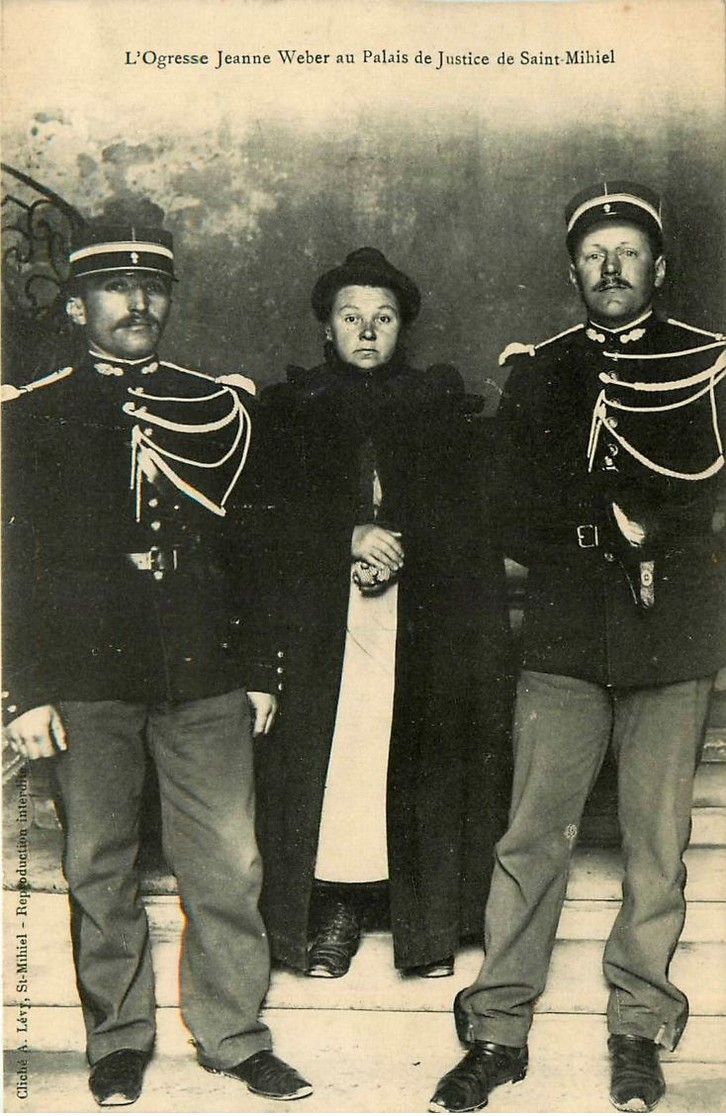
Deux gendarmes encadrant la tueuse Jeanne Weber en 1908.
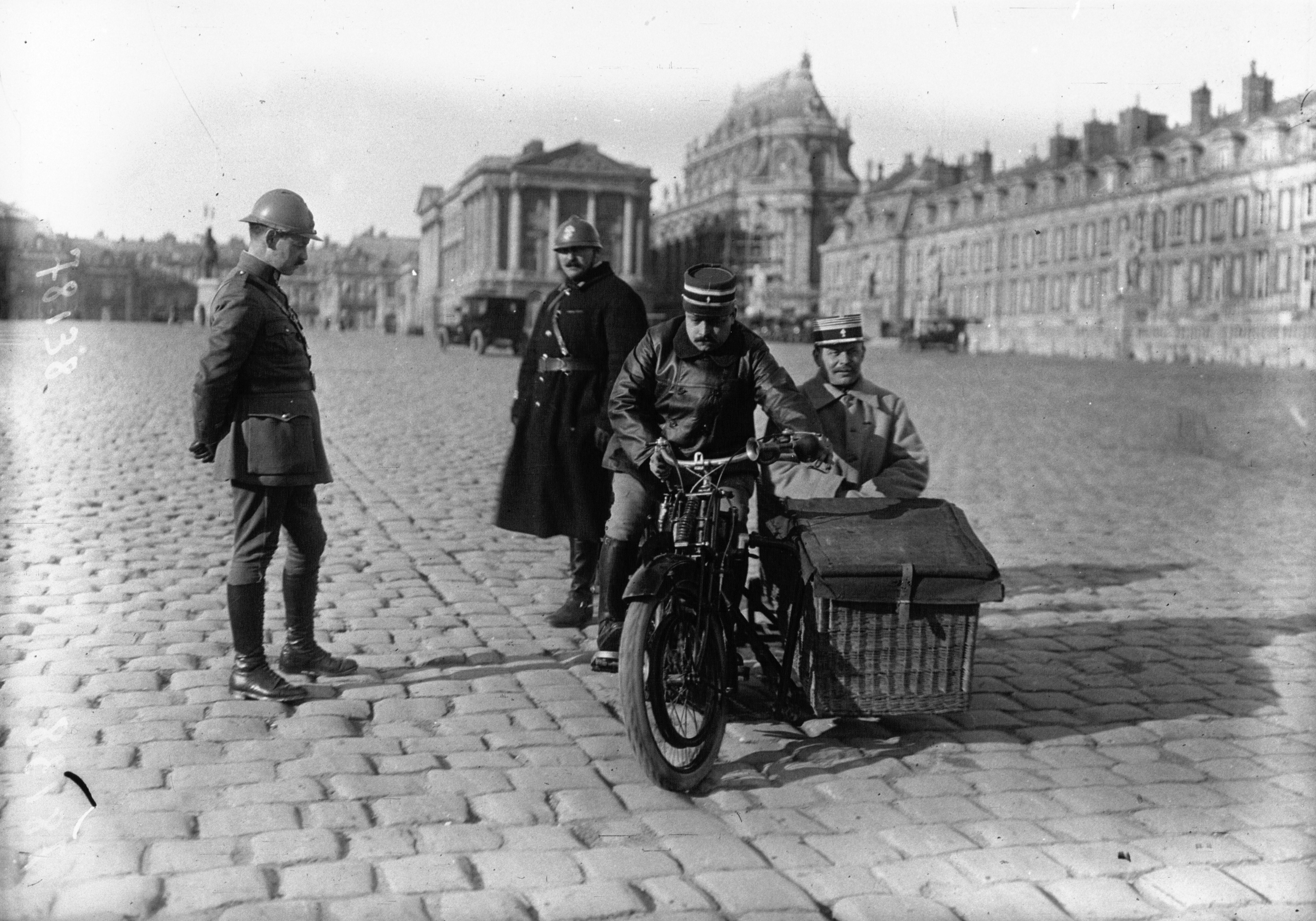
Gendarmes en side-car au château de Versailles en 1920.

Armoiries de la Gendarmerie nationale (1939).

L'obligation du port de la moustache en vigueur depuis 1841 est aboli en 1933. 
En 1939, le C. E. Bucquoy et M. Hilpert conçoivent les armoiries de la Gendarmerie nationale, ultérieurement homologuées sur demande de la gendarmerie maritime en 1974.
Au moment de l'invasion de 1940, des gendarmes combattent sous les couleurs de l'arme. En 1941, un monument national est édifié à Versailles, Place de la Loi, pour rendre hommage à la Gendarmerie nationale. Le régime de Vichy place la gendarmerie sous l'autorité du chef du gouvernement et lui impose de suivre la politique collaborationniste : arrestation des juifs, recherche des réfractaires au Service du travail obligatoire, garde des camps d'internement, opérations de police, lutte contre les résistants… Si la majorité des gendarmes obéissent (seulement 20 % des officiers seront sanctionnés et 15 % mis à la retraite d'office lors de l'épuration à la Libération en France), d'autres s'engagent dans la Résistance et participent à la Libération. Ainsi, de nombreux cas sont reconnus où des gendarmes, disciplinés dans le cadre de leur service, jouent double-jeu en prévenant ceux qu'ils doivent arrêter ou animant des réseaux de l'ombre (le réseau saint-Jacques, La Vérité française). Alors qu'en 1939, la gendarmerie compte 54 000 hommes, 12 000 entrent en résistance passive ou active. Le nombre de gendarmes tués pendant la Seconde Guerre mondiale est estimé à près de 2000 (hors criminalité de droit commun) :
- au moins 900 morts au combat en service commandé en 1939 / 1940 ou dans les rangs de la Résistance entre 1941 et 1945 ;
- au moins 800 exécutés ou morts en déportation à la suite d'arrestations pour actes de résistance ;
- au moins 275 gendarmes tués par la Résistance, lors d'affrontements ou lors d'assassinats ciblés.
Quatre gendarmes ont reçu la croix de la Libération, 360 la médaille de la Résistance, 351 ont intégré l'ordre de la Légion d'honneur, 1060 ont reçu la médaille militaire, 4852 la croix de guerre 1939-1945 avec citation et 18 ont été reconnus Justes parmi les Nations.

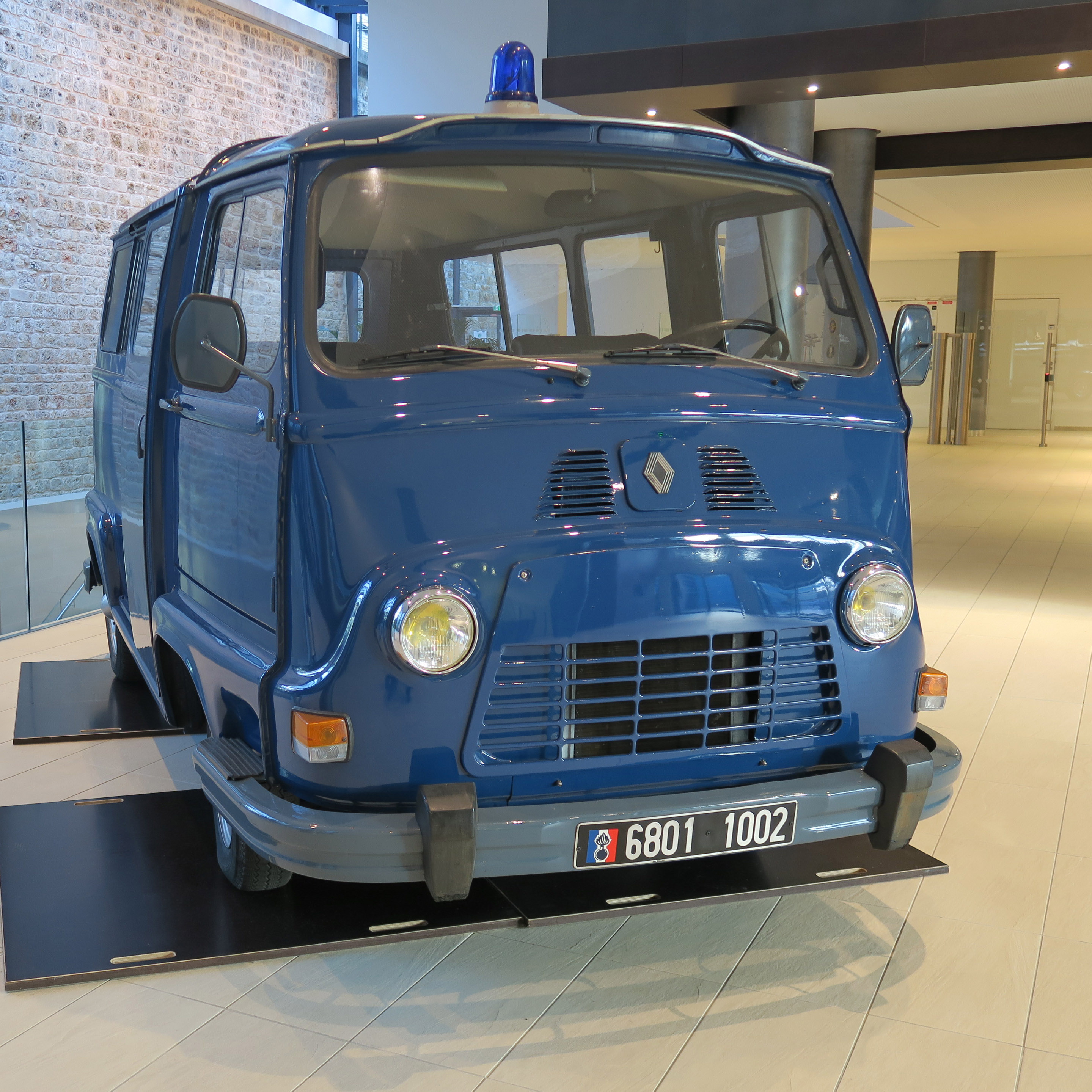
Un des véhicules de gendarmerie les plus connus des années 1960 et 1970 : l'Estafette

Après la guerre, la Gendarmerie combat en Indochine et en Algérie (plus de 1200 gendarmes tués) puis s'engage dans la coopération avec les anciennes colonies. Par la suite, elle continue à intervenir aux côtés des forces armées françaises sur les théâtres d'opérations extérieures, notamment en Afrique et au Proche-Orient.
La diversité croissante des missions qui lui sont confiées conduit à la naissance de gendarmeries spécialisées : la gendarmerie de l'air, la gendarmerie de l'armement, la gendarmerie des transports aériens et la gendarmerie de la sécurité des armements nucléaires.
L'implantation territoriale, qui était essentiellement basée sur un maillage réalisé à partir de brigades identiques, évolue : les moyens sont modernisés et de nouvelles unités voient le jour dans de nombreux domaines (police judiciaire, lutte contre les formes modernes de délinquance, protection des mineurs, intervention, aviation, secours en montage et en mer, etc.).
Les évolutions de la société conduisent la Gendarmerie à parfaire la formation et à diversifier le recrutement de son personnel, qui se féminise à partir de 1972. À partir de 1971, elle s'ouvre aux appelés du contingent puis, après la disparition du service militaire, aux gendarmes auxiliaires, maintenant désignés gendarmes adjoints volontaires (GAV).

### LeXXIesiècle

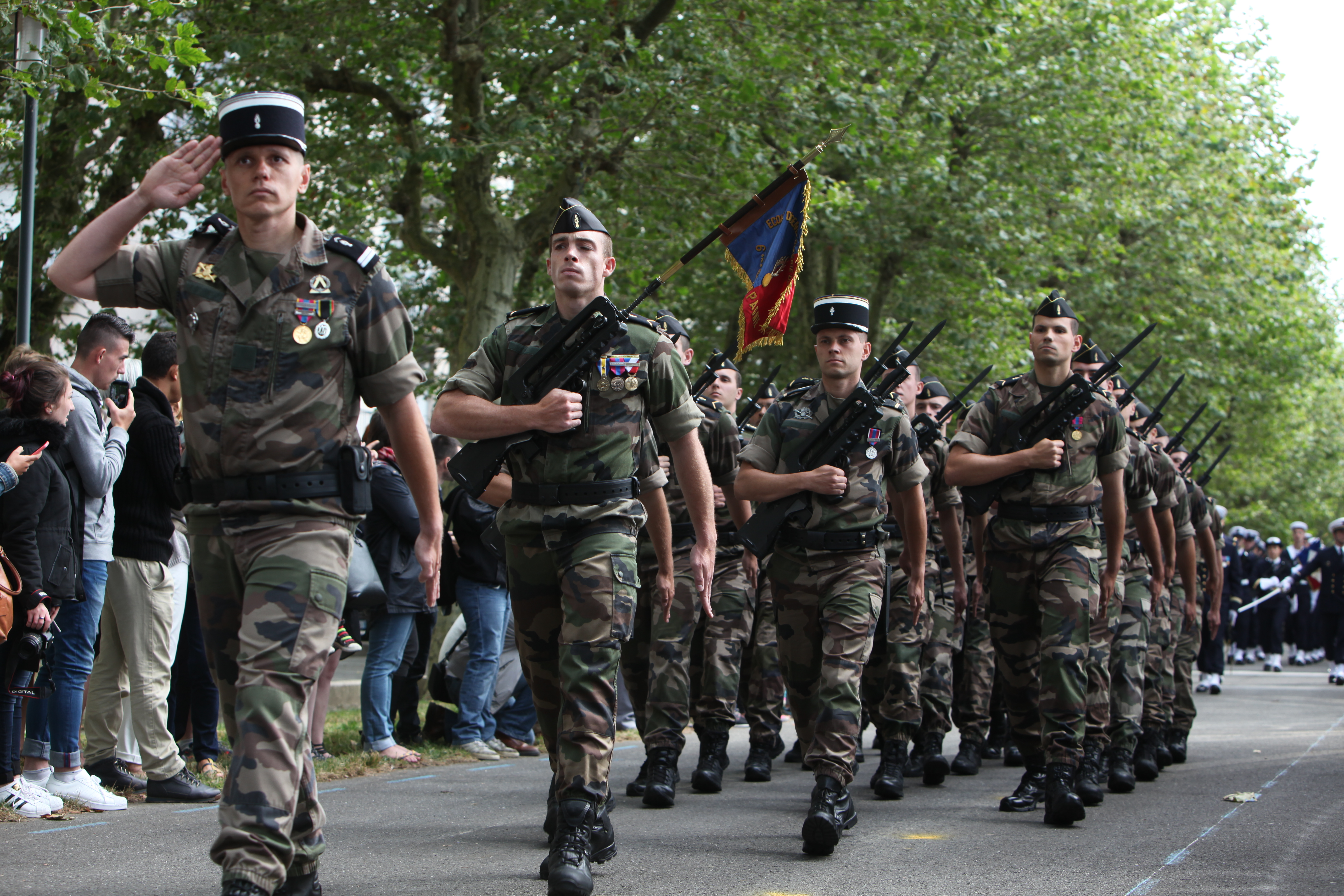
Personnel de l'École de gendarmerie de Châteaulin aux cérémonies du 14 juillet 2015 à Brest.

Logotype jusqu’en 2015.

Lors de sa campagne pour l'élection présidentielle de 2002, Jacques Chirac prévoit le rattachement des forces de gendarmerie au ministère de l'Intérieur pour leurs missions de sécurité intérieure. Les brigades sont réorganisées en communautés de brigades ou en brigades territoriales autonomes (BTA) au champ d'action plus large. La Loi d'orientation et de programmation pour la sécurité intérieure attribue la définition des orientations nationales des politiques de sécurité au ministère de l'Intérieur et lui donne autorité sur la Gendarmerie pour la mise en œuvre de ces orientations. La même loi participe également à une nouvelle répartition des forces de gendarmerie et de police en France dans le cadre de la police d'agglomération. Toutefois, la direction générale de la Gendarmerie nationale reste au ministère de la Défense.
À partir de 2007, le nouveau président Nicolas Sarkozy décide d'amplifier le rapprochement. À partir du 1er janvier 2009, les budgets de la gendarmerie (programme 152) et de la police (programme 167) sont gérés par le ministère de l'Intérieur. La loi du 3 août 2009 puis une série de décrets consacrent le nouveau rattachement de la Gendarmerie nationale tout en laissant subsister des liens avec le ministère de la Défense.

Logotype depuis 2015.

La direction générale de la Gendarmerie nationale est installée depuis février 2012 à Issy-les-Moulineaux, au 4 rue Claude Bernard. Son siège était auparavant situé rue Saint-Didier dans le 16e arrondissement de Paris. Cependant, l’expansion au fil des ans avait rendu nécessaire un déploiement sur d'autres sites répartis sur la capitale et la proche banlieue ; Malakoff, Issy-les-Moulineaux, Pontoise, Rosny-sous-Bois, Maisons-Alfort, Arcueil, Ivry-sur-Seine.
Le rapprochement avec le ministère de l'Intérieur, amorcé par la (Loi d'orientation et de programmation pour la sécurité intérieure) de 2002, est entériné par une loi (du 3 août 2009) puis par une série de décrets. Cependant, des liens étroits — liés au statut militaire des gendarmes, à leur recrutement et à leur emploi dans le domaine militaire — sont conservés avec le ministère de la Défense.
Durant cette période les brigades de gendarmerie sont réorganisées en communautés de brigades ou en brigades territoriales autonomes (BTA) au champ d'action plus large.
Entre 2008 et 2012, sous la présidence de Sarkozy (mai 2007 - mai 2012), les effectifs ont été diminués de 950 à 1 300 personnes chaque année dans le cadre de la révision générale des politiques publiques. Cette tendance a été inversée en 2015, avec l'annonce d'au moins 2 200 recrutements en 2016.
Un nouveau logotype « imaginé et réalisé en interne » est adopté en 2015.
La Gendarmerie nationale est commandée par le général d'armée Hubert Bonneau depuis le 4 novembre 2024. Il est le huitième militaire à assurer cette fonction depuis 1947. Ses prédécesseurs, civils, étaient traditionnellement issus de la magistrature ou du corps préfectoral.